# Warlmanpa
Warlmanpa är ett australiskt språk som talades av 50 personer år 1981. Warlmanpa talas i Nordterritoriet. Warlmanpa tillhör de pama-nyunganska språken.